# Chapatsu

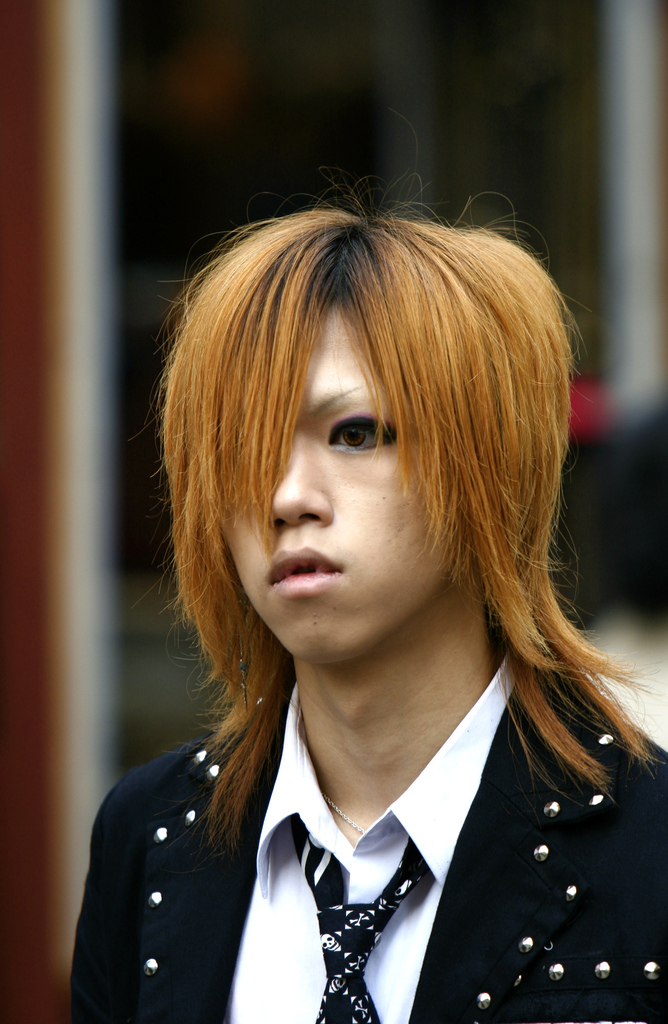
Un esempio di chapatsu (ragazzo giapponese)

Il chapatsu (チャパツ? lett. "capelli castani") è una moda in voga tra gli adolescenti giapponesi che consiste nel decolorarsi (e talvolta tingersi) i capelli con uno stile particolare.
Questa moda ha iniziato a diffondersi a Tokyo nella prima metà degli anni novanta anche se la parola non è comparsa nel Kōjien (uno dei dizionari giapponesi più autorevoli) fino al 1998. La pratica è inizialmente diventata popolare soltanto tra le adolescenti che cercavano di accentuare la pelle abbronzata, ribellandosi ai canoni tradizionali di bellezza, ma è velocemente passata ad essere una moda mainstream e quindi comune tra tutti gli adolescenti e giovani che seguono la moda.
Attualmente questa pratica sta decadendo, molto probabilmente perché ha perso la connotazione di "ribellione".